# Shavonte Zellous
Shavonte Zellous (Orlando, 28 agosto 1986) è una cestista statunitense naturalizzata croata, professionista nella WNBA.

## Carriera
È stata selezionata dalle Detroit Shock al primo giro del Draft WNBA 2009 (11ª scelta assoluta).

## Palmarès
- Campionessa WNBA (2012)
- WNBA Most Improved Player (2013)
- WNBA All-Rookie First Team (2009)